# シャルル・デスピオ
シャルル・デスピオ（Charles Despiau、1874年11月4日 - 1946年10月28日）は、フランスの彫刻家である。オーギュスト・ロダンに才能を見いだされ、助手として働いた。穏やかな古典主義の彫刻を制作した。

## 略歴
フランス南西部、ランド県のモン＝ド＝マルサンの左官職人の息子に生まれた。地元の高校の美術教師に才能を認められた。1891年にパリに出て国立高等装飾美術学校でジャン＝バティスト・カルポーに学んだ後、1895年にパリ国立高等美術学校に入学を許され、ルイ＝エルネスト・バリアス（Louis-Ernest Barrias: 1841-1905）に学んだ。1898年にフランス芸術家協会の展覧会に出展した。1901年から1921年の間は国民美術協会の展覧会に出展した。1904年にモデルの女性と結婚し、貧しい生活を支えるために夫婦で絵はがきの彩色の仕事などをしながら展覧会への出展を続けた。
1907年の展覧会でオーギュスト・ロダン（1840-1917）に才能を見いだされ、弟子になることを勧められ、報酬を受け取って働く助手として働く契約をした。ロダンの助手になることで生活は少し楽になった。デスピオは第一次世界大戦で1914年にカモフラージュ塗装の部隊などの軍務につくまで、ロダンのもとで働いた。
ロダンが亡くなっラ後、フランス国内だけでなく国外でも人気のある彫刻家になり、アメリカでは 1927年末のニューヨークのジョセフ・ブルマーの画廊での展示会は報道で好意的に取り上げられ、熱心なコレクターによって、展示した作品は完売した。1937年のパリ万国博覧会では、デスピオの作品はフランス館の重要な展示作品の一つになった。
ドイツの彫刻家アルノ・ブレーカー（Arno Breker: 1900-1991）と親しく、第二次世界大戦でフランスが敗戦した後、1941年にブレーカー主催のベルリンでの展覧会に参加したことなどから1946年に亡くなった後もドイツの協力者とみなされ続け、戦後のデスピオの評価が低くなった理由とされる。

## 作品

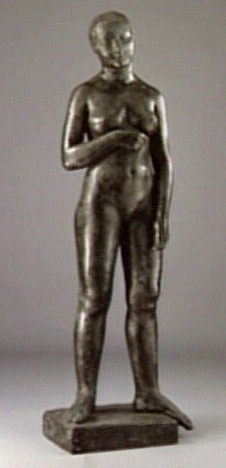
"Eve" (1925) パリ市立近代美術館
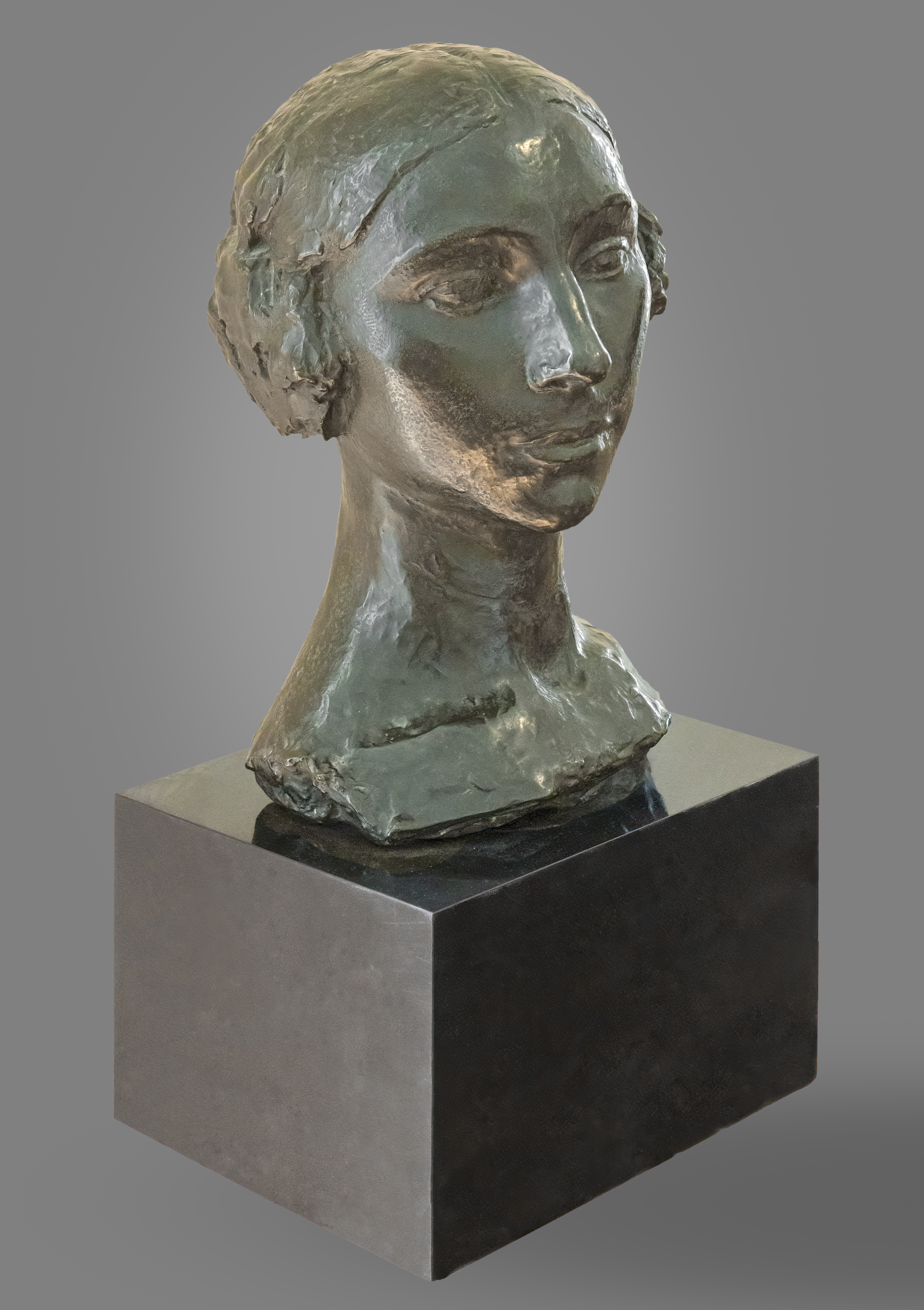
"Tête de femme, Simone"
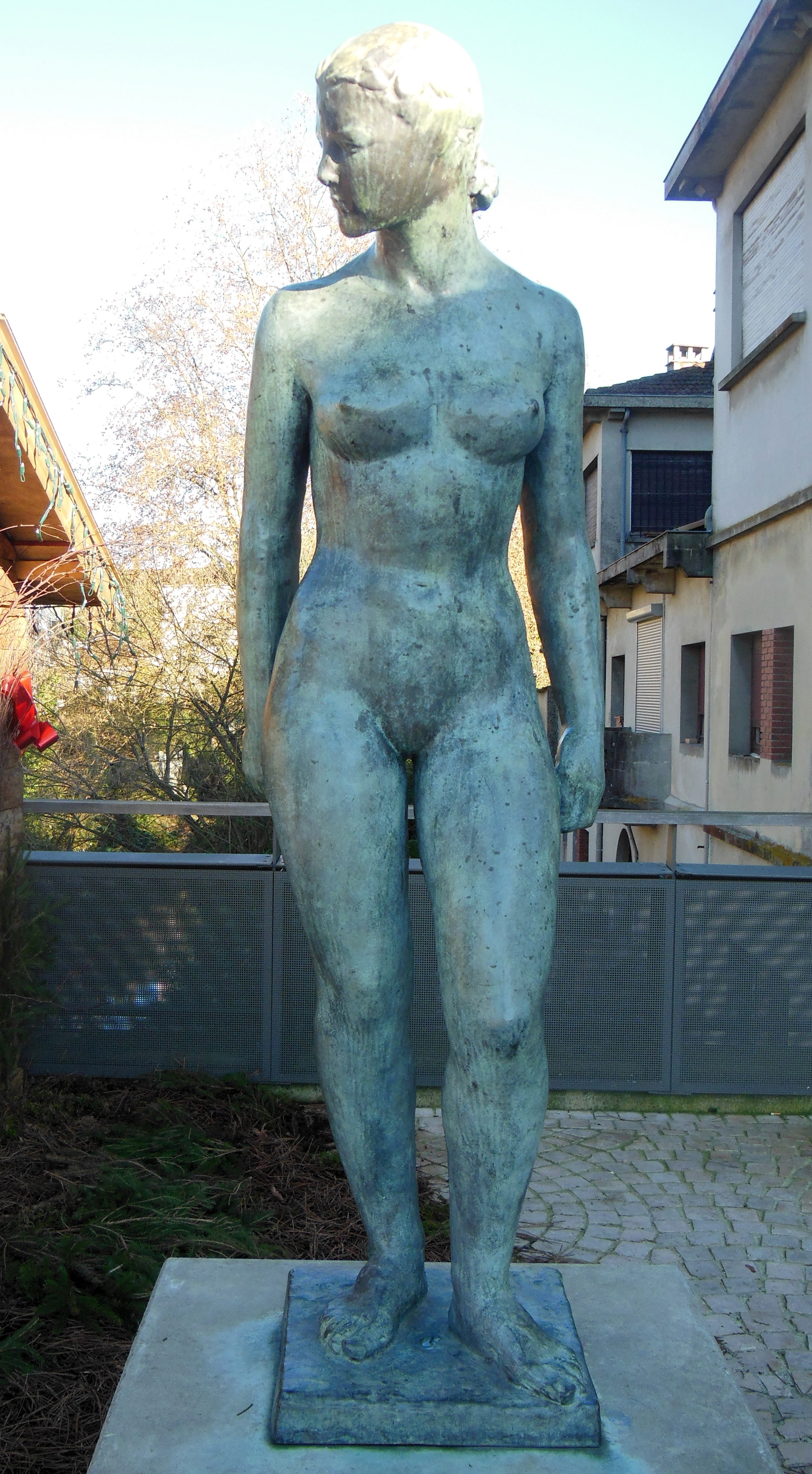
アジア (1937年以降)、モン＝ド＝マルサンの橋に設置
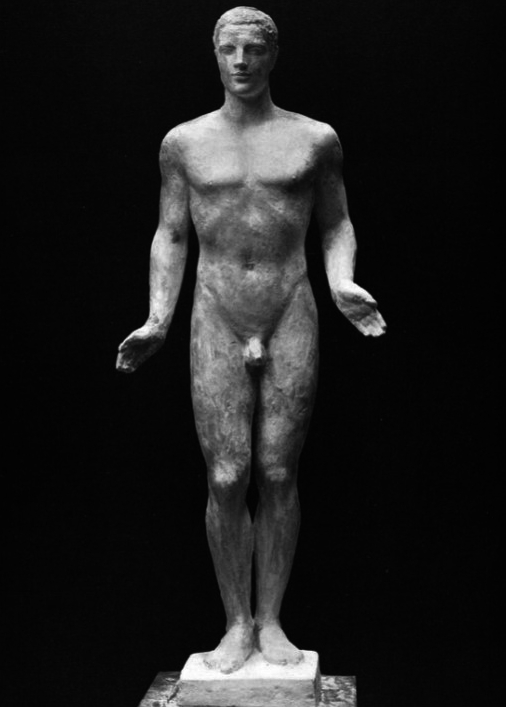
"Apollon" (1942)